# Electronic Discrete Variable Automatic Computer

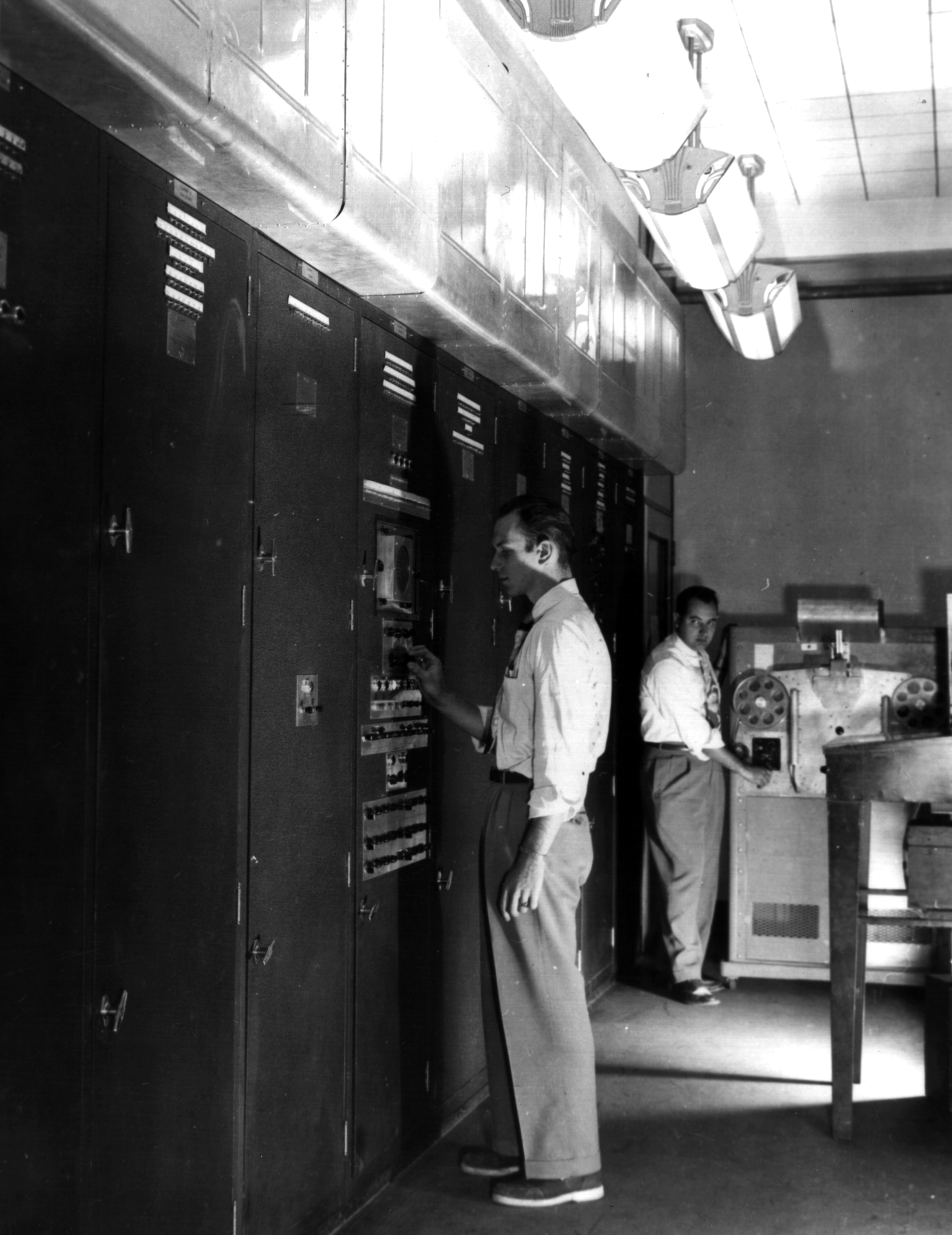
l'EDVAC installé dans le bâtiment 328 du Ballistics Research Laboratory.

EDVAC (Electronic Discrete Variable Automatic Computer) est l'un des tout premiers ordinateurs électroniques. Il opère en mode binaire contrairement à l'ENIAC, qui opère en décimal.

## Origines du projet et plans
La conception de l'EDVAC a commencé avant même que l'ENIAC ne soit opérationnel et tente de résoudre des problèmes posés par l'architecture de l'ENIAC. Comme l'ENIAC, l'EDVAC est conçu pour faire face aux besoins du Laboratoire de recherche en balistique (Ballistics Research Laboratory) de l'US Army sur l'Aberdeen Proving Ground, par l'Université de Pennsylvanie. Pour ce faire, les concepteurs de l'ENIAC, J. Presper Eckert et John William Mauchly sont secondés par John von Neumann et quelques autres chercheurs et le projet est fondé sur le rapport que von Neumann a écrit en 1945 (First Draft of a Report on the EDVAC).
Le contrat pour la construction de ce nouvel ordinateur est signé en avril 1946 avec un budget initial de 100 000 dollars (
1311092 dollars actuels), son coût final étant néanmoins cinq fois plus élevé et équivalent au budget de l'ENIAC.

## Description technique
L'ordinateur est construit pour opérer en binaire avec addition, soustraction et multiplication automatiques et division programmable, le tout avec un contrôle automatisé et une capacité-mémoire de 1 000 mots de 44 bits. Étendue par la suite à 1 024 mots, sa mémoire aurait en termes actuels une capacité de 5,5 kilooctets.
Il comporte près de 6 000 tubes à vide, et 12 000 diodes, consomme 56 kW, occupe une surface de 45,5 m2 et pèse 7 850 kg. Il faut, pour le faire fonctionner, trois équipes de trente personnes qui se succèdent en continu.

## Installation et opération

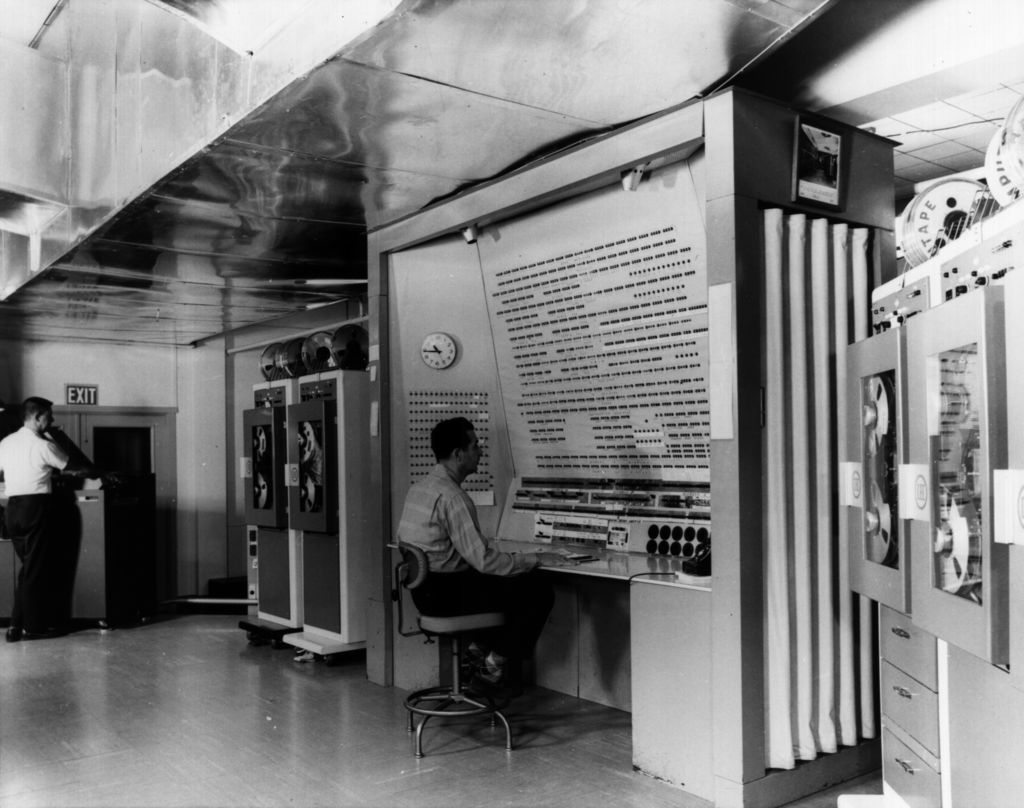
Console du BRLESC.

L'EDVAC est livré au Laboratoire en recherche balistique en août 1949, après qu'un certain nombre de problèmes ont été identifiés et résolus. Il n'est mis en service qu'en 1951 en raison d'un conflit sur le brevet entre l'université de Pennsylvanie et Eckert & Mauchly (qui entre-temps ont créé leur propre société, la Eckert-Mauchly Computer Corporation.
En 1960, l'EDVAC fonctionne 20 heures par jour avec une moyenne de huit heures d’error-free run time. Il est en activité jusqu'en 1961 quand il est remplacé par le BRLESC.